# Gilbert Burns
Gilbert Alexander Pontes Burns (ur. 20 lipca 1986 w Niterói) – brazylijski zawodnik mieszanych sztuk walki (MMA) oraz submission fightingu. Trzykrotny mistrz świata i złoty medalista Pucharu Świata w grapplingu. Od 2014 roku zawodnik organizacji UFC, gdzie obecnie rywalizuje w wadze półśredniej.

## Życiorys
Kiedy Burns był młody, jego ojciec zaproponował, że naprawi samochód swojego klienta w zamian za trzymiesięczne lekcje jiu-jitsu dla swoich chłopców. Burns rozpoczął treningi w klubie Academia Associação Oriente, filii Nova União kierowanej przez Weltona Ribeiro.

## Kariera w grapplingu

### Początki w grapplingu
Trenował z Nova Uniao do Mistrzostw Świata 2007, gdzie zajął drugie miejsce.
W 2009 roku zdobył srebrny medal na Mistrzostwach Świata Jiu-Jitsu.

### Dalsze sukcesy na skalę międzynarodową
W 2010 roku osiągnął wysoki poziom umiejętności, co pozwoliło mu rywalizować na skalę międzynarodową. W styczniu dotarł do półfinału European Open; pokonał ciężkiego faworyta Celso Veniciusa na próbach World Pro Cup; wygrał finały Pucharu Świata w Abu Zabi z Claudio Mattosem, a w maju wygrał mistrzostwa Brazylii.
W 2011 roku Burns osiągnął swoje największy dotychczas sukces, zdobywając złoty medal w Mistrzostwach Świata w Jiu-Jitsu w 2011 roku.
W 2015 roku zdobył brąz na mistrzostwach Abu Dhabi Submission Wrestling (ADCC).
w 2020 roku wyzwał Nate Diaza na pojedynek grapplingowy w ramach wydarzenia Chaela Sonnena, Submission Underground, jednak starcie nie doszło do skutku
30 kwietnia 2021 roku zmierzył się z Rafaelem Lovato Jr. w głównym turnieju Who’s Number One i wygrał jednogłośną decyzję.
Następnie walczył z Lucasem Barbosą w głównym turnieju BJJ Stars 7, który odbył się 6 listopada 2021. Przegrał przez poddanie po tym, jak został złapany w duszenie zza pleców.

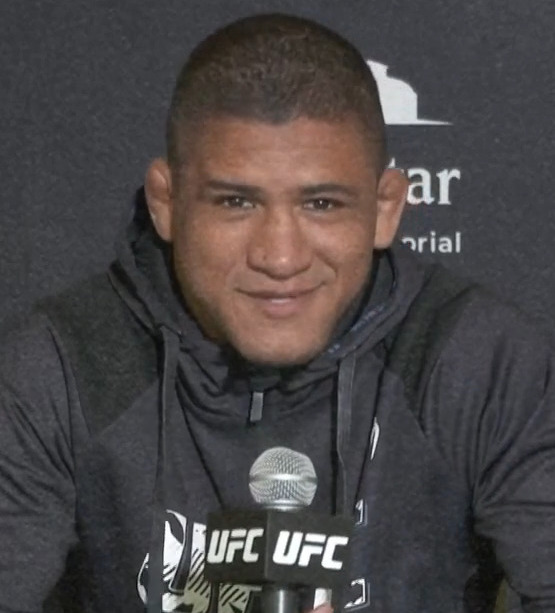
Burns przed galą UFC 273.

## Lista zawodowych walk w MMA
| Wynik     | Bilans | Przeciwnik (bilans przed walką) | Rozstrzygnięcie                           | Runda | Czas | Rozgrywki                                   | Data       | Miejsce        | Uwagi                                                                         |
| --------- | ------ | ------------------------------- | ----------------------------------------- | ----- | ---- | ------------------------------------------- | ---------- | -------------- | ----------------------------------------------------------------------------- |
| Przegrana | 22-9   | Michael Morales (17-0)          | TKO (prawy hak i ciosy pięśćiami)         | 1     | 3:39 | UFC Fight Night: Burns vs. Morales          | 17.05.2025 | Las Vegas      | Main Event                                                                    |
| Przegrana | 22-8   | Sean Brady (16-1)               | Decyzja (jednogłośna)                     | 3     | 5:00 | UFC Fight Night: Burns vs. Brady            | 07.09.2024 | Las Vegas      | Main Event                                                                    |
| Przegrana | 22-7   | Jack Della Maddalena (16-2)     | KO (kolano w stójce)                      | 3     | 3:43 | UFC 299                                     | 09.03.2024 | Miami          |                                                                               |
| Przegrana | 22-6   | Belal Muhammad (22-3)           | Decyzja (jednogłośna)                     | 3     | 5:00 | UFC 288                                     | 06.05.2023 | Newark         | Eliminator do walki o pas mistrzowski UFC w wadze półśredniej. Co-Main Event. |
| Wygrana   | 22-5   | Jorge Masvidal (35-16)          | Decyzja (jednogłośna)                     | 3     | 5:00 | UFC 287                                     | 08.04.2023 | Miami          | Co-Main Event                                                                 |
| Wygrana   | 21-5   | Neil Magny (27-9)               | Poddanie (duszenie trójkątne rękoma)      | 1     | 4:15 | UFC 283                                     | 21.01.2023 | Rio de Janeiro |                                                                               |
| Przegrana | 20-5   | Chamzat Czimajew (10-0)         | Decyzja (jednogłośna)                     | 3     | 5:00 | UFC 273                                     | 09.04.2022 | Jacksonville   | Bonus za walkę wieczoru.                                                      |
| Wygrana   | 20-4   | Stephen Thompson (16-4-1)       | Decyzja (jednogłośna)                     | 3     | 5:00 | UFC 264                                     | 10.07.2021 | Las Vegas      |                                                                               |
| Przegrana | 19-4   | Kamaru Usman (17-1)             | TKO (ciosy pięściami)                     | 3     | 0:34 | UFC 258                                     | 13.02.2021 | Las Vegas      | Walka o pas mistrzowski UFC w wadze półśredniej.                              |
| Wygrana   | 19-3   | Tyron Woodley (19-4-1)          | Decyzja (jednogłośna)                     | 5     | 5:00 | UFC on ESPN: Woodley vs. Burns              | 30.05.2020 | Las Vegas      | Bonus za występ wieczoru.                                                     |
| Wygrana   | 18-3   | Demian Maia (28-9)              | TKO (ciosy pięściami)                     | 1     | 2:34 | UFC Fight Night: Lee vs. Oliveira           | 14.03.2020 | Brasília       | Bonus za występ wieczoru.                                                     |
| Wygrana   | 17-3   | Gunnar Nelson (17-4-1)          | Decyzja (jednogłośna)                     | 3     | 5:00 | UFC Fight Night: Hermansson vs. Cannonier   | 28.09.2019 | Kopenhaga      |                                                                               |
| Wygrana   | 16-3   | Alexey Kunchenko (20-0)         | Decyzja (jednogłośna)                     | 3     | 5:00 | UFC Fight Night: Shevchenko vs. Carmouche 2 | 10.08.2019 | Montevideo     | Powrót do wagi półśredniej.                                                   |
| Wygrana   | 15-3   | Mike Davis (7-1)                | Poddanie (duszenie zza pleców)            | 2     | 4:15 | UFC Fight Night: Jacaré vs. Hermansson      | 27.04.2019 | Sunrise        |                                                                               |
| Wygrana   | 14-3   | Olivier Aubin-Mercier (11-3)    | Decyzja (jednogłośna)                     | 3     | 5:00 | UFC 231                                     | 08.12.2018 | Toronto        |                                                                               |
| Przegrana | 13-3   | Dan Hooker (16-7)               | KO (ciosy pięściami)                      | 1     | 2:28 | UFC 226                                     | 07.07.2018 | Las Vegas      |                                                                               |
| Wygrana   | 13-2   | Dan Moret (13-3)                | KO (ciosy pięściami)                      | 2     | 0:59 | UFC on Fox: Poirier vs. Gaethje             | 14.04.2018 | Glendale       |                                                                               |
| Wygrana   | 12-2   | Jason Saggo (12-3)              | KO (cios pięścią)                         | 2     | 4:55 | UFC Fight Night: Rockhold vs. Branch        | 16.09.2017 | Pittsburgh     |                                                                               |
| Przegrana | 11-2   | Michel Prazeres (20-2)          | Decyzja (jednogłośna)                     | 3     | 5:00 | UFC Fight Night: Cyborg vs. Länsberg        | 24.09.2016 | Brasília       | Limit umowny do 71,7 kg. Prazeres nie wykonał wagi.                           |
| Wygrana   | 11-1   | Łukasz Sajewski (13-1)          | Poddanie (balacha)                        | 1     | 4:57 | UFC Fight Night: dos Anjos vs. Alvarez      | 07.07.2016 | Las Vegas      |                                                                               |
| Przegrana | 10-1   | Raszyd Magomiedow (18-1)        | Decyzja (jednogłośna)                     | 3     | 5:00 | UFC Fight Night: Belfort vs. Henderson 3    | 10.11.2015 | São Paulo      |                                                                               |
| Wygrana   | 10-0   | Alex Oliveira (11-2-1)          | Poddanie (balacha)                        | 3     | 4:14 | UFC Fight Night: Maia vs. LaFlare           | 21.03.2015 | Rio de Janeiro | Bonus za występ wieczoru.                                                     |
| Wygrana   | 9-0    | Christos Giagos (10-2)          | Poddanie (balacha)                        | 1     | 4:57 | UFC 179                                     | 25.10.2014 | Rio de Janeiro | Powrót do wagi lekkiej. Bonus za występ wieczoru.                             |
| Wygrana   | 8-0    | Andreas Ståhl (9-0)             | Decyzja (jednogłośna)                     | 3     | 5:00 | UFC on Fox: Lawler vs. Brown                | 26.07.2014 | San Jose       | Debiut w UFC. Debiut w wadze półśredniej.                                     |
| Wygrana   | 7-0    | Paulo Teixeira (13-7)           | TKO (ciosy pięściami)                     | 1     | 1:02 | Face to Face 7                              | 02.05.2014 | Rio de Janeiro |                                                                               |
| Wygrana   | 6-0    | Paulo Gonçalves (19-8)          | KO (cios pięścią)                         | 1     | 4:57 | Coliseu Extreme Fight 8                     | 05.12.2013 | Maceió         | Limit umowny -72,6 kg.                                                        |
| Wygrana   | 5-0    | Rodolfo Coronel (0-0)           | Poddanie (balacha)                        | 1     | 3:41 | Mixed Submission and Strike Arts 3          | 25.03.2013 | Rio de Janeiro |                                                                               |
| Wygrana   | 4-0    | Paulo Roberto (3-12-1)          | TKO (ciosy pięściami)                     | 1     | 1:30 | CPMMAF - Champion Fights                    | 04.08.2012 | Salvador       |                                                                               |
| Wygrana   | 3-0    | Vinicius Bohrer (7-3)           | Techniczne poddanie (duszenie zza pleców) | 1     | 1:59 | Watchout Combat Show 20                     | 27.07.2012 | Rio de Janeiro |                                                                               |
| Wygrana   | 2-0    | Herels dos Santos (0-0)         | Poddanie (balacha)                        | 1     | 3:30 | Ichigeki Fight Show                         | 15.06.2012 | São Paulo      |                                                                               |
| Wygrana   | 1-0    | José Salgado (3-2)              | Poddanie (duszenie zza pleców)            | 1     | 2:40 | Crown Fighting Championships 5              | 28.01.2012 | St. George     |                                                                               |